# Héctor Germán Buitrago
Héctor Germán Buitrago Parada (Monterrey, Casanare 23 de enero de 1968) también conocido como Martín Llanos es un paramilitar y narcotraficante colombiano. Comandante de las Autodefensas Campesinas de Casanare.

## Biografía
Hijo del fundador de las Autodefensas Campesinas de Casanare (ACC) Héctor José Buitrago Rodríguez El viejo. Al ser detenido su padre en 1998, asumió junto a su hermano Nelson Orlando Buitrago Parada Caballo, el liderazgo del grupo armado .
Mantuvo una guerra con el Bloque Centauros de las AUC, comandado por el narcotraficante Miguel Arroyave. Las ACC no se acogieron a las Autodefensas Unidas de Colombia (AUC), ni al proceso de desmovilización de este grupo en el primer gobierno de Álvaro Uribe Vélez (2002-2006), sin embargo en esta guerra las ACC fueron derrotadas por las AUC, las ACC incluso plantearon una alianza a sus también enemigos de la guerrilla de las Fuerzas Armadas Revolucionarias de Colombia - Ejército del Pueblo (FARC-EP) en la región comandadas por Tomás Medina Caracas Negro Acacio, sin embargo la propuesta no se aceptó.
Participó en narcotráfico y tenía relaciones con carteles mexicanos y financió campañas políticas. Sin embargo luego de la derrota con las AUC, se mantuvo como prófugo hasta su captura.
Detenido en 2012 en Venezuela, junto a su hermano en el Estado Anzoátegui (Venezuela) y fueron deportados a Colombia por el gobierno de Hugo Chávez.
En 2021, solicitó participar en la Comisión de la Verdad junto al comandante de las FARC-EP Pastor Alape.

## Delitos y condenas
Es señalado por haber cometido más de 10.000 crímenes, incluyendo asesinatos y desplazamiento forzado en Meta, Casanare, Vichada.
En momento de su captura tenía 32 órdenes de captura por delitos como conformación de grupos armados ilegales, homicidio agravado, secuestro extorsivo, concierto para delinquir y terrorismo, entre otros. Además tenía una circular roja de la Interpol desde 2002.
En 2014, fue condenado a 14 años de prisión por la muerte de Emiro Sossa Pacheco exgobernador de Casanare en 2001.
Fue condenado por el Tribunal Superior de Yopal, a 20 años de prisión, por el asesinato de un campesino en Villanueva (Casanare), sin embargo en un fallo de la Corte Suprema de Justicia se seguirán investigando a Martin Llanos y a su padre por el delito de tortura.
En 2022, varios de sus bienes en manos de testaferros fueron embargados por la Fiscalía General de la Nación.